# Parlamentswahl in Turkmenistan 2013

Demokratische Partei Turkmenistans: 47 Sitze
Union der Gewerkschaften: 33 Sitze
Union der Frauen Turkmenistans: 16 Sitze
Partei der Industriellen und Unternehmer: 14 Sitze
Jugendorganisation Magtymguly: 8 Sitze
Bürgergruppen: 7 Sitze

Die Parlamentswahl in Turkmenistan 2013 wurde am 15. Dezember 2013 in Turkmenistan abgehalten. Gewählt wurden die 125 Abgeordneten in der Versammlung von Turkmenistan, wobei erstmals in der Geschichte des unabhängigen Turkmenistans mehr als eine Partei zur Wahl antrat.

## Wahlsystem
Das Wahlsystem wurde maßgeblich durch die Verfassung Turkmenistans aus dem Jahr 2008 gestaltet, die bei der Parlamentswahl in Turkmenistan 2008 erstmals Anwendung fand. Demnach war die Versammlung von Turkmenistan mit 125 Abgeordneten ein Parlament mit einem Einkammersystem. Die Abgeordneten wurden in landesweit 125 Wahlbezirken nach einer Mehrheitswahl gewählt. Dabei benötigte ein Kandidat eine absolute Mehrheit von mindestens 50 % der abgegebenen Stimmen, um einen Sitz im Parlament zu gewinnen. Gelingt dies keinem der Kandidaten im ersten Wahlgang wurde binnen zwei Wochen nach dem ersten Wahlgang eine Stichwahl zwischen den beiden erfolgreichsten Kandidaten des ersten Wahlgangs abgehalten. Das Stimmrecht galt für alle turkmenischen Staatsbürger, die zum Zeitpunkt der Wahl mindestens 18 Jahre alt waren, wobei Häftlinge und Menschen, die von einem Gericht als unqualifiziert eingestuft wurden, von der Wahl ausgenommen wurden. Das passive Wahlrecht galt für alle Bürger im Alter von mindestens 25 Jahren, die für mindestens zehn Jahre einen permanenten Wohnsitz in Turkmenistan nachweisen konnten und keine Vorstrafen aufzuweisen hatten. Die Organisation der Wahl oblag der Zentralen Wahlkommission mit ihren lokalen Ablegern. Die Nominierung von Kandidaten konnte durch politische Parteien, öffentliche Vereine und Bürgergruppen erfolgen.

## Parteien und Kandidaten
Neben der dominierenden Demokratischen Partei Turkmenistans trat erstmals die Partei der Industriellen und Unternehmer Turkmenistans zur Wahl an. Außerdem nominierten die Organisation der Gewerkschaften, die Union der Frauen Turkmenistans, die Jugendorganisation Magtymguly und zahlreiche Bürgergruppen Kandidaten. Insgesamt traten 99 Kandidaten der Demokratischen Partei, 21 Kandidaten der Partei der Industriellen und Unternehmer, 89 Kandidaten der Organisation der Gewerkschaften, 37 Kandidaten der Union der Frauen, 22 Kandidaten der Jugendorganisation Magtymguly und 15 Kandidaten verschiedener Bürgergruppen an. Keine der Parteien und Organisationen erreichte damit eine flächendeckende Präsenz in allen 125 Wahlbezirken des Landes.

## Wahlkampf
Der Wahlkampf war in der Öffentlichkeit kaum sichtbar und stieß auf geringes öffentliches Interesse. Die einzige sichtbare Form des Wahlkampfs waren standardisierte Wahlplakate, die ein Foto und den Lebenslauf eines Kandidaten abbildeten. In ähnlicher Weise wurden die Kandidaten auch in den Zeitungen des Landes vorgestellt. Kleinere Wahlkampfveranstaltungen in Schulen oder öffentlichen Gebäuden prägten das Wahlkampfgeschehen. Bei Veranstaltungen dieser Art wurde von Fällen berichtet, in denen Menschen von ihren Vorgesetzten unter Druck gesetzt wurden, einen bestimmten Kandidaten zu unterstützen. Zudem wurden von den lokalen Behörden Veranstaltungen zur Vorstellung der Kandidaten in einem bestimmen Wahlbezirk organisiert, bei denen die Kandidaten ihren Lebenslauf und ihre politischen Pläne vorstellen konnten. Die zentrale politische Botschaft war dabei zumeist die bedingungslose Unterstützung des Präsidenten Gurbanguly Berdimuhamedow und seiner Politik. Diese Homogenität des Bewerberfelds verdeutlichte den mangelnden Pluralismus im autoritär regierten Turkmenistan.

## Ergebnis
Das offizielle Wahlergebnis wurde am 18. Dezember von der Zentralen Wahlkommission bekanntgegeben. Demnach verlor die Demokratische Partei des Präsidenten erstmals ihre absolute Mehrheit im turkmenischen Parlament. Diese Tatsache hatte allerdings kaum eine praktische Bedeutung, da das Parlament trotzdem als vollständig loyal gegenüber dem Präsidenten angesehen werden konnte. Die Wahlbeteiligung wurde mit 91,33 % angegeben.
| Partei                                                 | Sitze |
| ------------------------------------------------------ | ----- |
| Demokratische Partei Turkmenistans                     | 47    |
| Organisation der Gewerkschaften                        | 33    |
| Union der Frauen Turkmenistans                         | 16    |
| Partei der Industriellen und Unternehmer Turkmenistans | 14    |
| Jugendorganisation Magtymguly                          | 8     |
| Bürgergruppen                                          | 7     |
| gesamt                                                 | 125   |

## Bewertung
Eine Beobachtermission der Organisation für Sicherheit und Zusammenarbeit in Europa kam zu dem Schluss, dass die Wahl demokratische Standards deutlich verfehlte. Zu dieser Einschätzung führten insbesondere das von strikter Kontrolle geprägte politische Umfeld in Turkmenistan, die Unterdrückung jeglicher Opposition und die systematische Einschränkung von Grundrechten in Turkmenistan. Trotz der Registrierung einer weiteren Partei und der Teilnahme von Vereinen und Bürgergruppen kamen die OSZE-Beobachter zu dem Schluss, dass den Wählern in Turkmenistan keine wirkliche Wahl gelassen wurde, da die Kandidaten alle loyal gegenüber dem Präsidenten waren. Amnesty International verurteilte die Wahl ebenfalls auf Grund einer Atmosphäre totaler Unterdrückung und der alles durchdringenden Angst in der turkmenischen Gesellschaft. Turkmenische Offizielle sprachen nach der Wahl hingegen von einer weiteren Demokratisierung des Landes.